# Folsom (New Jersey)
Folsom ist eine Stadt im Atlantic County, New Jersey, USA. Das U.S. Census Bureau ermittelte bei der Volkszählung 2020 eine Einwohnerzahl von 1811.

## Geographie
Nach dem United States Census Bureau hat die Stadt eine Gesamtfläche von 21,9 km², wovon 21,4 km² Land und 0,5 km² (2,25 %) Wasser ist.

## Geschichte
Ein Bauwerk in Folsom ist im National Register of Historic Places (NRHP) eingetragen (Stand 28. September 2018), die Jacobus Evangelical Lutheran Church.

## Demographie
Nach der Volkszählung von 2000 gibt es 1.972 Menschen, 671 Haushalte und 552 Familien in der Stadt. Die Bevölkerungsdichte beträgt 92,1 Einwohner pro km². 91,73 % der Bevölkerung sind Weiße, 4,41 % Afroamerikaner, 0,15 % amerikanische Ureinwohner, 0,86 % Asiaten, 0,15 % pazifische Insulaner, 1,57 % anderer Herkunft und 1,12 % Mischlinge. 3,45 % sind Latinos unterschiedlicher Abstammung.
Von den 671 Haushalten haben 37,1 % Kinder unter 18 Jahre. 64,4 % davon sind verheiratete, zusammenlebende Paare, 14,2 % sind alleinerziehende Mütter, 17,7 % sind keine Familien, 13,7 % bestehen aus Singlehaushalten und in 3,9 % Menschen sind älter als 65. Die Durchschnittshaushaltsgröße beträgt 2,93, die Durchschnittsfamiliengröße 3,18.
24,9 % der Bevölkerung sind unter 18 Jahre alt, 8,8 % zwischen 18 und 24, 30,0 % zwischen 25 und 44, 26,5 % zwischen 45 und 64, 9,8 % älter als 65. Das Durchschnittsalter beträgt 38 Jahre. Das Verhältnis Frauen zu Männer beträgt 100:96,2, für Menschen älter als 18 Jahre beträgt das Verhältnis 100:92,6.
Das jährliche Durchschnittseinkommen der Haushalte beträgt 56.406 USD, das Durchschnittseinkommen der Familien 59.231 USD. Männer haben ein Durchschnittseinkommen von 39.659 USD, Frauen 30.000 USD. Der Prokopfeinkommen der Stadt beträgt 20.617 USD. 5,7 % der Bevölkerung und 4,2 % der Familien leben unterhalb der Armutsgrenze, davon sind 4,3 % Kinder oder Jugendliche jünger als 18 Jahre und 4,9 % der Menschen sind älter als 65.